# Кокуй (приток Увельки)
Кокуй — река в Челябинской области России. Устье реки находится в 214 км по правому берегу реки Увелька. Длина реки составляет 13 км.
В 4,5 км от устья по правому берегу впадает река Шаит.

## Данные водного реестра
По данным государственного водного реестра России относится к Иртышскому бассейновому округу, водохозяйственный участок реки — Увелька, речной подбассейн реки — Тобол. Речной бассейн реки — Иртыш.